# L'Espinoi
L'Espinoi és una masia de Collsuspina (Moianès) inclosa a l'Inventari del Patrimoni Arquitectònic de Catalunya.

## Descripció
És una masia situada dalt d'un pujol, de petites dimensions i coberta amb teulada a dues vessants amb desaigua a la façana principal. A la façana principal hi ha un petit portal adovellat i algunes finestres amb pedra treballada. Davant d'aquesta hi ha tot un seguit de corts i edificis auxiliars que formen un clos tancat. A la part del darrere hi ha un portal de pedra treballada datat el 1811. La façana dreta descansa sobre una base de marques, a la façana esquerra hi ha una cisterna amb un detall de ferro forjat d'ocell, de poca qualitat.

## Història
Aquest mas, junt amb d'altres i sufragània de Sant Cugat de Gavadons, és citat en documents medievals i també en un capbreu de 1643, com a pertanyent a la jurisdicció del castell de Tona. Per la seva tipologia diríem que és una construcció anterior al segle xix si bé l'any 1811 es reconstruí i restà reformada. El 7 d'agost de 1853 efectuant-se la delimitació de la nova parròquia de Collsuspina, se cita "la teularia del Espinoy".